# Suresnes American Cemetery

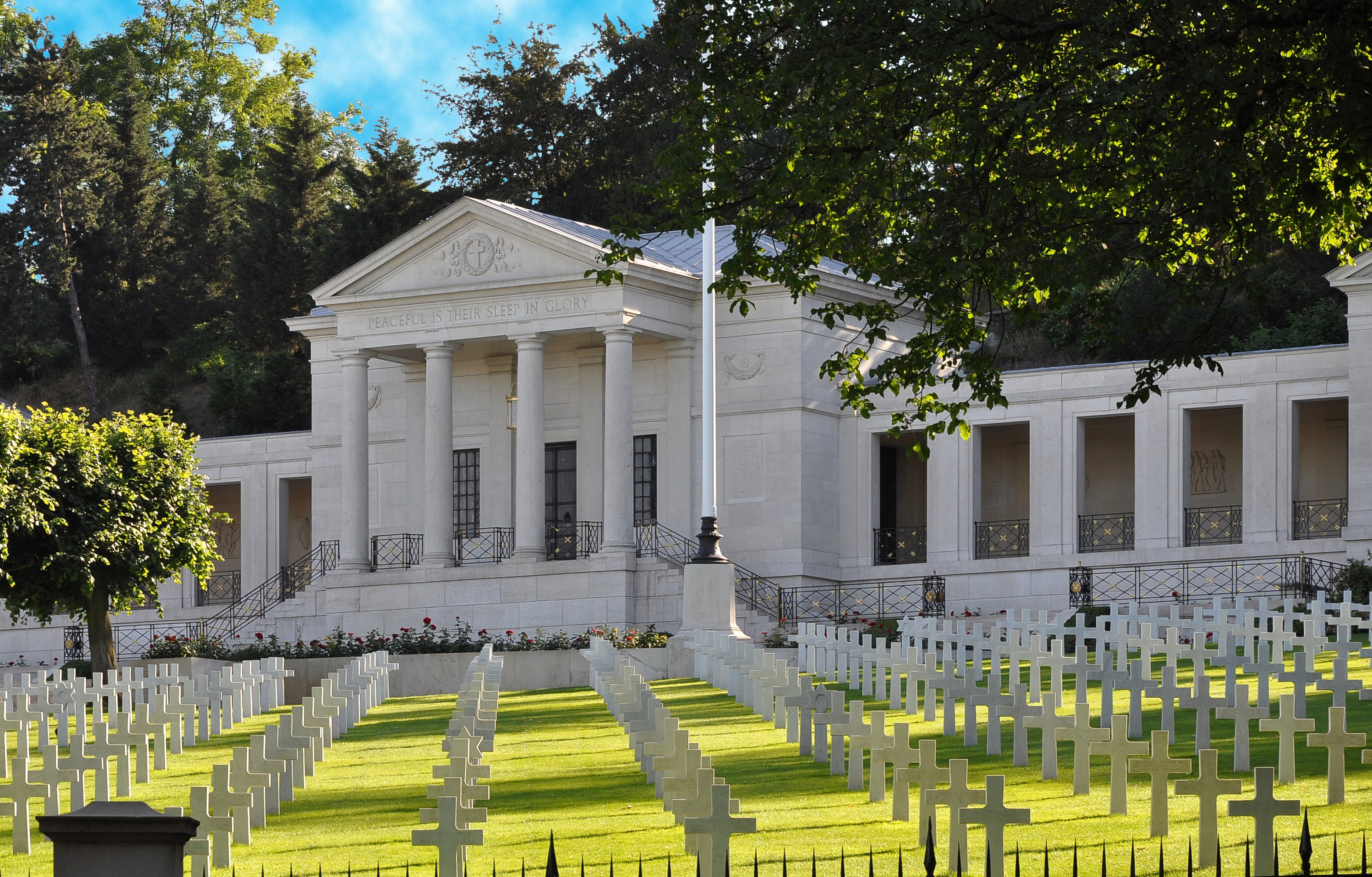
Suresnes American Cemetery

Suresnes American Cemetery är en amerikansk militärkyrkogård i Suresnes, Hauts-de-Seine, Frankrike.
Det är viloplatsen för 1 541 amerikanska soldater som dog i första världskriget.
Från platsen, som ligger högt uppe på sluttningarna av Mont-Valérien, kan man njuta av en magnifik utsikt över Paris.

## Källhänvisningar
1. ↑  Cimetière Américain de Suresnes
2. ↑  Suresnes American Cemetery
3. ↑  Suresnes American Cemetery